# 21795 Masi
21795 Masi este un asteroid din centura principală de asteroizi.

## Descriere
21795 Masi este un asteroid din centura principală de asteroizi. A fost descoperit pe 29 septembrie 1999 la Campo Catino de Franco Mallia. Asteroidul prezintă o orbită caracterizată de o semiaxă mare de 2,38 ua, o excentricitate de 0,19 și o înclinație de 1,8° în raport cu ecliptica.